# Mafalda Codan
Mafalda Codan (Parenzo, 20 settembre 1926 – Bibione, 12 febbraio 2013) è stata un'insegnante italiana.
Figlia di una famiglia di commercianti e possidenti ebbe ben sette famigliari trucidati nelle foibe; era maestra elementare. Venne arrestata il 7 maggio 1945 a Trieste, a guerra finita, durante il periodo di occupazione jugoslava. È autrice di un diario in cui descrive la deportazione in Jugoslavia, terminata con la liberazione nel 1949.

## Dopo l'8 settembre 1943
Nei giorni successivi alla disfatta del fascismo dell'8 settembre 1943, in Istria i connotati politici della rivolta si saldano a quelli sociali, e i possidenti italiani diventano vittime dell'antagonismo di classe che i mezzadri croati avevano accumulato nei confronti dei proprietari italiani.
Le motivazioni degli abusi slavi attraverso le esecuzioni sommarie attraverso gli infoibamenti, in particolare contro la comunità italiana che abitava nei paesi e nelle città del costiere della Venezia Giulia e della Dalmazia, avevano aspetti etnici, politici e di jacquerie sociale. Nella foiba di Vines presso Albona furono trucidati il padre di Mafalda, lo zio Michele Codan, i fratelli della madre Giorgio e Beniamino, un cugino materno Antonio. A seguito di questa tragedia, Mafalda, la madre e il fratello Arnaldo si rifugiarono a Trieste.

## L'arresto
Dal 1º maggio al 12 giugno 1945 Trieste fu occupata dall'Esercito popolare di liberazione della Jugoslavia in attesa dell'accordo, firmato a Belgrado il 9 giugno da Tito e dal generale inglese Harold Alexander, che smembrò la regione Venezia Giulia secondo la linea di demarcazione nota come "linea Morgan". In questo periodo non vi era solo la "passione nazionale e l'intolleranza politica (…) per cui si poteva scomparire talvolta per sempre. In molti casi bastava poco per decidere la sorte di un individuo, come del resto avviene di frequente nel vivo di grandi tragedie collettive (…)", come, nel caso di Mafalda Codan,  bastava "la parentela con una delle vittime delle foibe istriane del l'autunno del 1943, che suggeriva di far scomparire dalla circolazione testimoni scomodi…"
Così il 7 maggio 1945, Mafalda, a 19 anni, fu arrestata con il fratello Armando di 17 e portati, prima a Buie, poi a Visinada e a Visignano:
(Diario, pag.18)
La torturano davanti all'abitazione di Norma Cossetto, infoibata nel settembre del 1943, perché sua madre rivivesse il martirio della figlia. Arrivata a Parenzo, la Codan venne portata presso la sua abitazione dove venne istituito il 9 maggio 1945 un "tribunale del popolo", costituito dagli ex coloni della famiglia, che decretò, davanti ad una sua zia e al nonno, la sua condanna a morte e riportandola in prigione, dopo averla fatta girare per il paese affinché tutti gli abitanti la potessero vedere, insultare, bastonare. Venne successivamente trasferita al carcere di Pola.

## Il naufragio
Il 21 maggio 1945 venne imbarcata insieme a numerosi altri prigionieri, prima sul dragamine Mont Blanc e successivamente sulla nave cisterna Lina Campanella. Tutti i prigionieri furono trasportati legati tra di loro con il fil di ferro.
Doppiato, a sud di Pola, Capo Promontore nel comune di Medolino, la Mont Blanc, carica dei soli aguzzini, si fermò, mentre la Lina Campanella, carica di prigionieri, venne fatta avanzare volutamente all'interno di un'area minata. Verso le ore 10:30 del 21 maggio 1945, la nave urtò una mina, si inclinò su un fianco, ma non affondò, pur rimanendo danneggiata a prora. Nell'incidente un gran numero di persone finì in mare. Mafalda Codan fu tra i fortunati prigionieri che riuscirono a liberarsi e a salvarsi raggiungendo la terraferma a nuoto. Arrivata a terra con altri prigionieri fu accolta da gruppi di civili jugoslavi con "bastoni e grida ostili" e, a piedi, raggiunse Dignano, dove venne nuovamente sequestrata e imprigionata fino al 1º giugno 1945.

## La foiba per il fratello
Successivamente venne trasferita nella prigione del Castello di Pisino, dove viene ucciso nella foiba, il fratello Arnaldo.
(Diario – pag.32)
A Pisino Mafalda rimase fino al 3 settembre 1945, dove visse anche un breve periodo in semilibertà. Dal testo si comprendono le motivazioni dell'arresto.

## Le accuse
(Diario - pag.30)

## La "rieducazione"
Dal settembre al 10 febbraio 1946 è in carcere a Fiume dove viene processata e condannata; l'11 febbraio è inviata, con altri prigionieri, al carcere di Maribor, dove rimarrà fino al 15 maggio 1946.
Dal 15 maggio 1946 al 29 giugno 1948 fu detenuta presso il "Poboljsevalni Zavod" di Begunje, situato a circa 40 chilometri dal lago Bled, in Slovenia.

## La liberazione
Nel 1949 i condannati italiani, assistiti dalla Croce Rossa Italiana, vengono sollecitati a dichiarare la propria nazionalità italiana o scegliere la cittadinanza jugoslava; Mafalda Codan sceglie quella italiana, ed il 10 giugno 1949, dopo aver transitato più volte nelle carceri di Lubiana e Nova Gorica, viene liberata, grazie ad uno scambio di prigionieri.

## Gli ultimi anni
In Italia è insegnante elementare nella provincia di Venezia. Tra le scuole dove ha insegnato si ricordano, nel 1958, Vetrego di Mirano e Bibione, dove ha vissuto con la famiglia fino alla morte. È scomparsa il 12 febbraio 2013 all'età di 86 anni, poco dopo la nona ricorrenza del "Giorno del ricordo".